# Acalypha hispida
Acalypha hispida, o cua de gat, és una espècie de planta originària de Malèsia i Papuàsia i cultivada com planta ornamental per l'atractiu de les seves espectaculars flors. Pertany a la família euforbiàcia.
miniatura|Vista de la planta

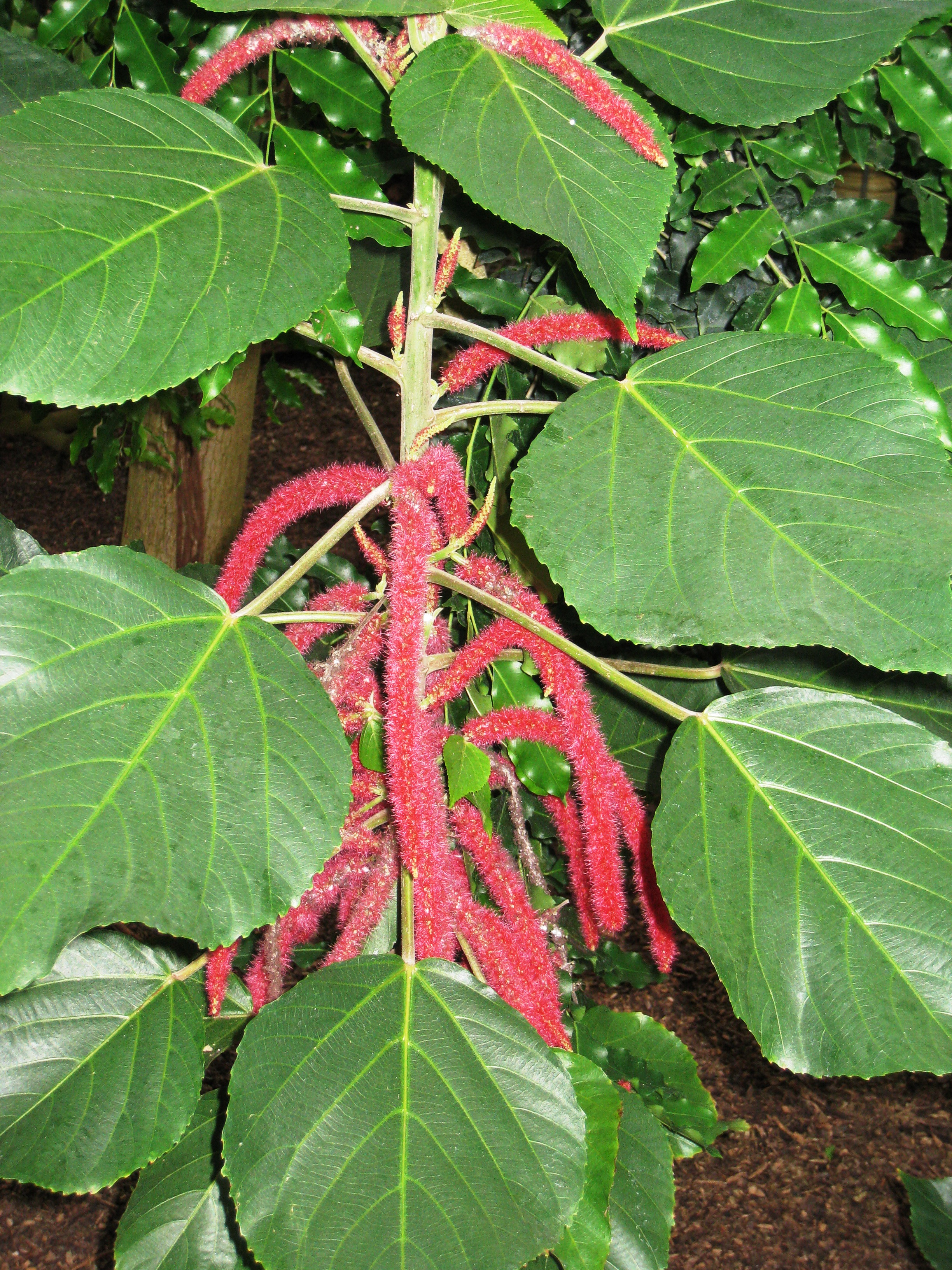
Exemplar en plena florida

És un arbust dioic que fa entre 1,8 i 3,7 metres d'alt però en cultiu no es fa tan gran. No suporta les gelades. Es pot propagar per les llavors o per esqueix. Totes les parts de la planta són verinoses.

## Galeria

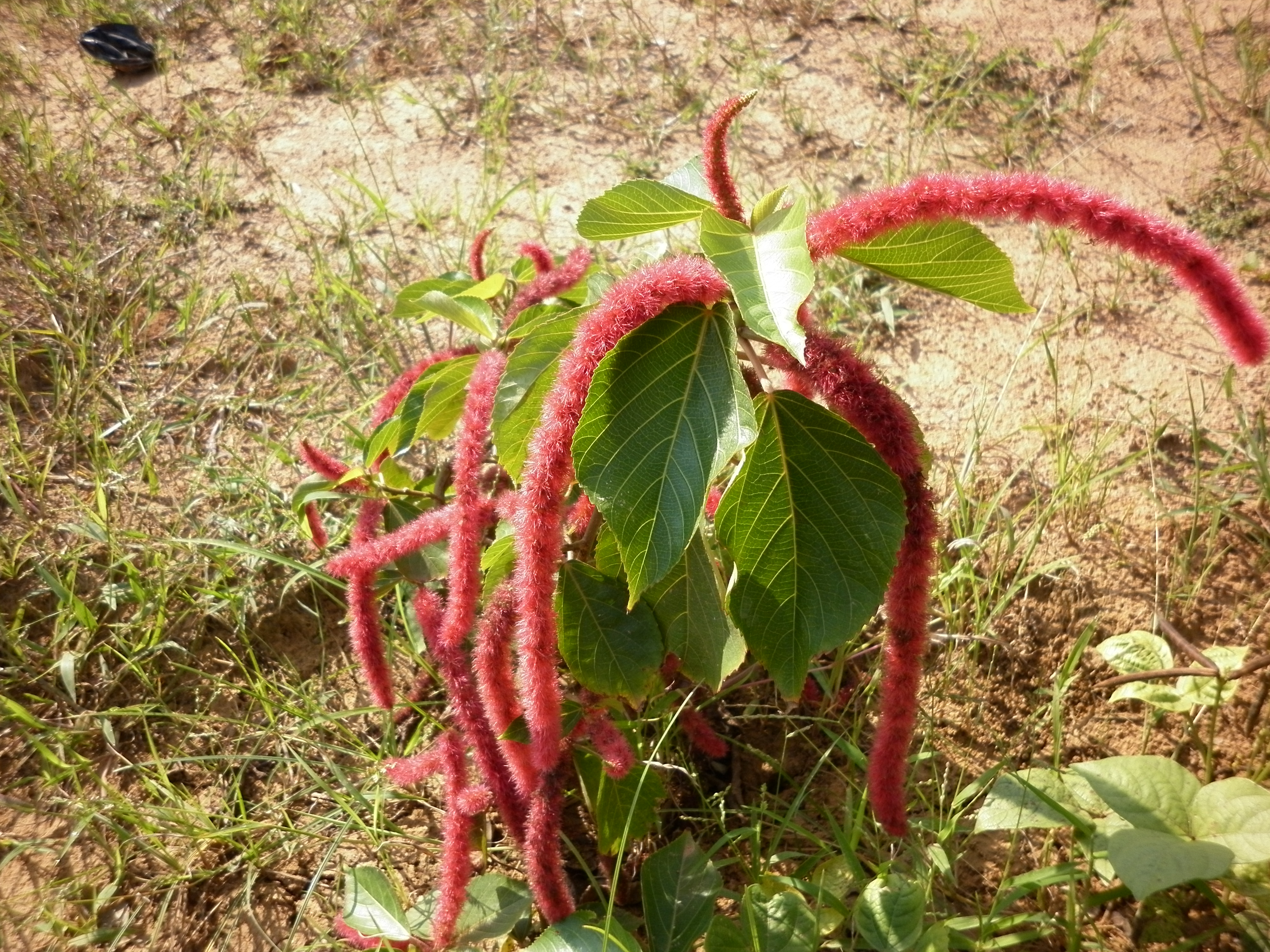
vamban KVK
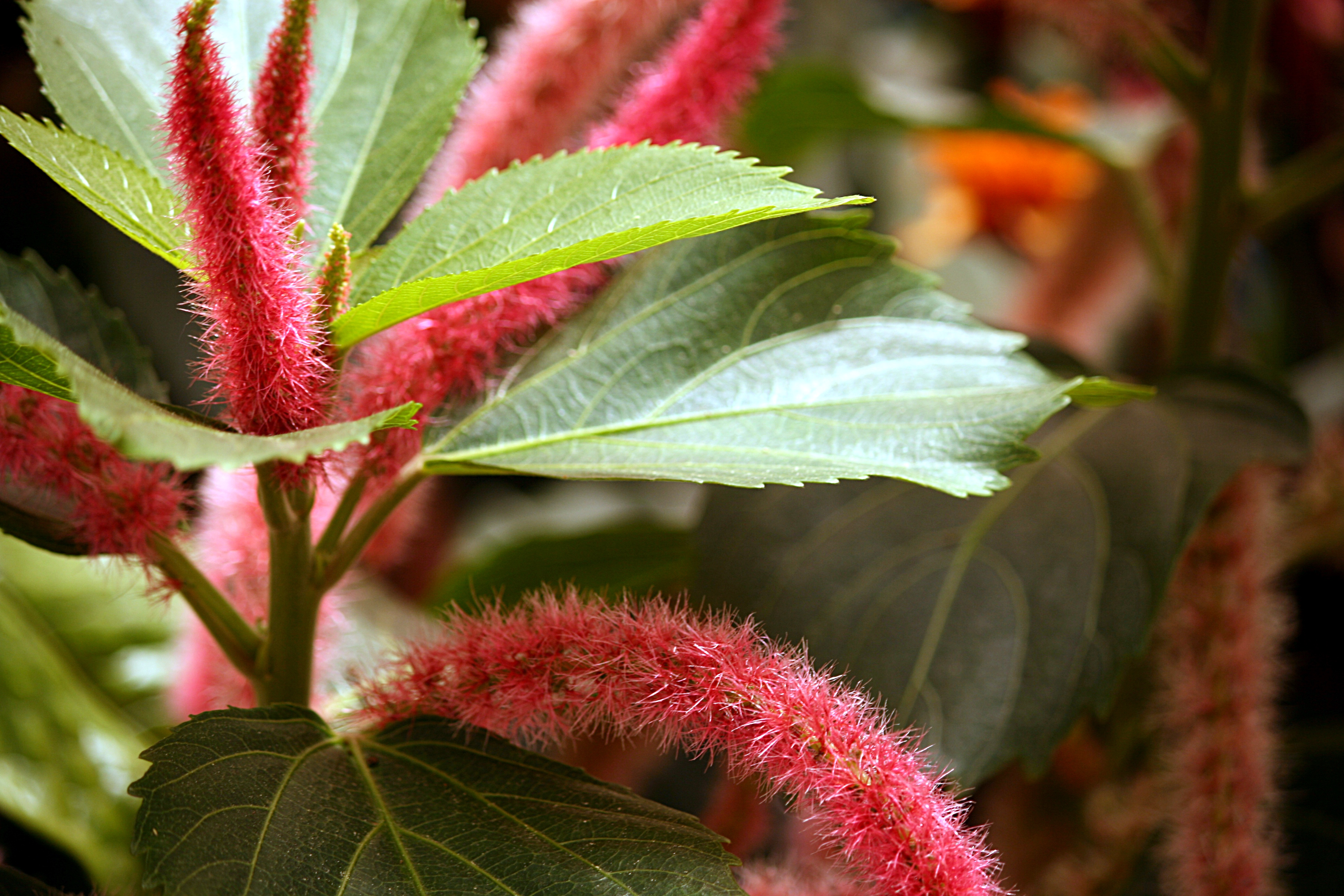
Katzenschwänzchen - Acalypha hispida
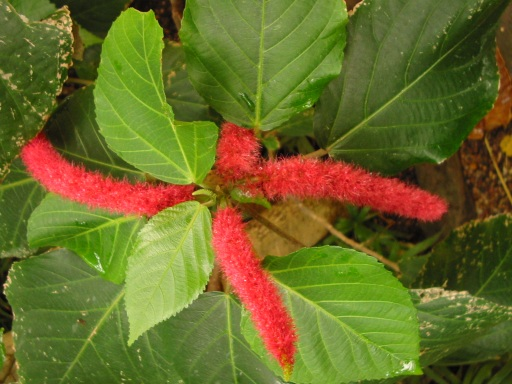
Acalypha hispida